# Saint-Remy-en-l'Eau
Saint-Remy-en-l'Eau é uma comuna francesa na região administrativa de Altos da França, no departamento de Oise. Estende-se por uma área de 10,06 km². Em 2010 a comuna tinha 431 habitantes (densidade: 42,8 hab./km²).